# Oleksandr Slyvynskyy
Oleksandr Slyvynskyy (en ukrainien : Олександр Володимирович Сливинський; en russe : Александр Владимирович Сливинский) est un militaire russe puis ukrainien pendant la Première Guerre mondiale et la guerre soviéto-ukrainienne.

## Biographie
Oleksandr Slyvynskyy naît le 29 août 1886 dans le gouvernement de Poltava. Il s'engage dans l'armée impériale russe dans les années 1900. Slyvynskyy sort diplômé du Corps des cadets de Poltava en 1905, puis de l'école d'ingénieurs de Mykolaïv en 1906, et de l'École militaire d'état-major Nicolas en 1914.
Pendant la Première Guerre mondiale, Oleksandr Slyvynskyy sert sur le front roumain, successivement comme chef d'état-major d'une division puis d'un corps de cavalerie. Il est promu lieutenant-colonel en 1917 et décoré de l'ordre de Saint-Georges, la plus haute décoration militaire de l'Empire russe.
Dans le contexte troublé de la prise d'autonomie de l'Ukraine en juin 1917 par la Rada centrale, Oleksandr Slyvynskyy participe au passage sous drapeau ukrainien des diverses unités militaires russes présentes sur le territoire, une tâche supervisée par le comité militaire général ukrainien (en) dont il fait partie. Slyvynskyy assiste aux 1er (uk) et 2e congrès militaires panukrainiens (uk). En novembre 1917, il est nommé chef adjoint de l'état-major général (uk) de l'armée populaire ukrainienne, puis en prend la tête au début de l'année 1918. Sous sa direction, un projet de loi sur la conscription et un plan de développement d'une armée nationale pour l'État ukrainien sont élaborés.
Oleksandr Slyvynskyy conserve son poste sous le régime de l'Hetmanat imposé par la force le 29 avril 1918 par le général Pavlo Skoropadsky. Le 19 novembre 1918, il est cependant démis de ses fonctions pour cause de maladie. En décembre de la même année, il s'installe à Odessa et devient réserviste dans les troupes du Commandement général des forces armées de la Russie du Sud, rangé du côté des Blancs dans la guerre civile russe.
À partir de mai 1920, Oleksandr Slyvynskyy s'exile en Yougoslavie pour fuir le communisme, puis gagne l'Allemagne en 1921 et travaille comme ingénieur civil. Il y reste jusqu'en 1951, lorsqu'il part au Canada. Il décède à Montréal le 21 décembre 1956.